# Hexastylis shuttleworthii
Hexastylis shuttleworthii är en piprankeväxtart som först beskrevs av Britten & Baker, och fick sitt nu gällande namn av John Kunkel Small. Hexastylis shuttleworthii ingår i släktet Hexastylis och familjen piprankeväxter. Utöver nominatformen finns också underarten H. s. harperi.